# حكر مخيبر
تقع قرية حكر مخيبر  في منطقة صافيتا من محافظة طرطوس.

## تسمية القرية
يعود أصل تسمية القرية إلى الجد الأكبر للقرية مخيبر الذي استوطن في هذه المنطقة التي كانت تسمى وادي بيت المليح. 

## الموقع والحدود
تقع قرية حكر مخيبر في منطقة جبلية، تبعدعن مدينة صافيتا حوالي 6 كيلومتر، التي تقع إلى الجنوب الغربي من مدينة طرطوس. وهي قرية صغيرة، يحدها من الشمال منطقة الشماميس، ومن الغرب قرية ضهر عامودي، ومن الجنوب قرية العديدة، ومن الشرق قرية حكرهزيه.

## الوضع السكاني
يبلغ عدد سكان القرية أكثر من 1000 نسمة (حتى نهاية العام(2009)) يسكنون في بيوت متجاورة تقع معظمها في أسفل الجبل الذي تتوضع عليه القرية، وهذه البيوت حديثة مصنوعة من الاسمنت.
يعمل القسم الكبير من سكان القرية في الزراعة، حيث تعرف القرية بين القرى المجاورة بأنها قرية نشيطة، حيث يقوم السكان بالعمل في الأرض في الصيف والشتاء. حيث تعتبر القرية من القرى المشهورة بزراعة الزيتون، حيث أن زيتون قرية حكر مخيبر معروف ومميز لدى جميع سكان منطقة صافيتا. كما يعمل قسم آخر من السكان في الخدمات أي الوظائف الحكومية.

## الوضع الاجتماعي
تتميز القرية بالمحافظة على العادات والتقاليد الموروثة منذ القدم في القرية والمنطقة بشكل عام، حيث نلاحظ ترابط اجتماعي بين أهالي القرية كأنهم عائلة واحدة، حيث يتبادلون الزيارات في حالات المرض وفي حالات الفرح. فعندما يتوفى شخص ما، يلتف أهالي القرية بأكملهم حول أسرة الفقيد، ويقومون بالتعاون لدفنه والقيام بواجب المواساة، حيث يقومون بنصب خيمة للعزاء قرب منزل الفقيد، حيث نسمع فيما آيات من القرآن الكريم.
أما في الأفراح، وخاصة في الزواج يقوم أهل العريس والعروس بدعوة جميع أهالي القرية للمشاركة في مراسم الزواج التي تقام في صالة الأفراح ويقدم فيها العشاء والمشروب في حفل فني يحييه أحد الفانيين الشعبيين ولتبدا أجواءً من الفرح والدبكات الشعبية

### مياه الشرب
في القديم، كان أهالي القرية يعتمدون على مياه الينابيع في الشرب والأعمال المنزلية كافة، وبعد الثورة امتدت شبكة المياه لتصل إلى جميع المنازل في القرية وبشكل منتظم ودائم ليستفاد منها في الشرب والغسيل,, وتم اقامة مشروع ماء يعتبر من أهم المصادر المائية التي تغذي مياه الشرب في منطقة صافيتا.

### المواصلات
يوجد طريق رئيسية تربط القرية بمدينة صافيتا، تتفرع من هذه الطريق طرق فرعية داخل القرية لتصل إلى جميع البيوت، كما تم شق طرق زراعية تصل إلى جميع الأراضي الزراعية، معظم هذه الطرق معبدة بشكل جيد.

### الكهرباء
تم وصل القرية مع الشبكة الكهربائية التي امتدت إلى جميع المنازل في القرية.

### شبكة الهاتف
تم وصل القرية مع شبكة الهاتف منذ فترة قديمة، حيث كانت القرية تابعة لمركز هاتف صافيتا ,ولكن في عام 2004 تم افتتاح مركز هاتف مستقل لخدمة أهالي القرية والقرى المجاورة، ومع التطور وانتشار الهاتف المحمول انتشر في القرية أيضًا بشكل واسع جدًا.

## الوضع التعليمي
يوجد في القرية روضة للأطفال كما يوجد في القرية مدرسة للتعليم الأساسي -الحلقة الأولى والثانية- وثانوية رسمية.
و النسبة الأكبر من أبناءهذه القرية من ذوي حملة الشهادات الجامعية والعليا بمختلف المجالات.